# Frente Sosial Progresivo
Frente Sosial Progresivo (Nederlands: Sociaal-progressief Front), kortweg FSP, is een politieke partij in Bonaire, een bijzondere gemeente van Nederland.
De partij werd in 2018 opgericht door de toenmalige raadsleden Robby Beukenboom en Maruga Janga, nadat zij zich hadden afgesplitst van de fractie van de Partido Demokrátiko Boneriano (PDB).
De partij deed voor het eerst mee aan de eilandsraadsverkiezingen van 2019 en kreeg 5,49% van de stemmen; dit was onvoldoende om de kiesdrempel te halen. De partij is voorstander van de invoering in Bonaire van cannabisteelt voor medische doeleinden.